# Temple protestant de Trieste
Le temple protestant de Trieste, situé dans la basilique du Christ-Sauveur, également connue sous son ancien nom de basilique de Saint-Silvestre, est un édifice religieux situé à Trieste, en Italie. Cette église romane du XIe siècle est la plus ancienne de la ville, et appartient depuis 1785 à la Communauté évangélique réformée de confession helvétique, qui depuis 1927 collabore avec l'Église évangélique vaudoise.
La basilique est située via del Collegio, au pied de la colline San Giusto, à l'ombre de l'énorme église baroque de Santa Maria Maggiore.

## Histoire

### Au Moyen Âge
Selon une légende de la fin du Moyen Âge, l'église a été construite sur la maison de deux martyrs de Trieste, Eufemia et Tecla, martyrisés en l'an 256. En réalité, le culte des deux vierges martyres, comme dans le reste de la région nord de l'Adriatique, fait référence aux saintes chalcédoniennes homonymes Euphémie de Chalcédoine et Thècle d'Iconium, dont le culte s'est répandu depuis la ville voisine de Grado à l'époque du schisme des Trois Chapitres qui ont vu les diocèses côtiers du nord de l'Adriatique se séparer de ceux de l'arrière-pays lombard dirigés par le patriarche d'Aquilée. Les saints sont ainsi devenus un symbole de l'unité de la foi catholique reconnue lors du concile de Chalcédoine. Au Moyen Âge, peut-être aussi grâce à l'échange de reliques, la vénération des deux saints dans la ville de Trieste en faisait des martyrs locaux.
On suppose que certaines parties du bâtiment actuel peuvent être datées du IXe siècle ; cependant, l'ensemble du bâtiment remonte au XIIe siècle et est attribué, entre autres, à l'évêque Benardo II de Trieste. La première consécration documentée a eu lieu le 17 mai 1332 par l'évêque Fra Pace da Vedano.
En 1613, l'église passe à la confrérie du Rosaire, et ensuite jusqu'en 1698 à la confrérie de la Bienheureuse Vierge Marie Immaculée de l'ordre des Jésuites, qui modifie l'église avec des formes baroques.

### À l'époque moderne
En 1719, l'empereur d'Autriche Charles VI octroi à la ville de Trieste le statue de port franc, pour en faire le débouché maritime de son empire. Trieste se développe et change de visage, avec l'arrivée immigrés des régions limitrophes, dont des Suisses, de confession protestante. Ils ouvrent des cafés, puis des agences commerciales dans le textile, travaillent dans l'administration, la banque et l'assurance.
Les Suisses se réunissent pour des cultes dans la maison de Rodolfo Federico Juvalta, un illustre membre de la communauté. En 1781, est promulgué l'édit de tolérance de l'empereur Joseph II, et le 7 janvier 1782 est constituée la « Communauté évangélique de foi suisse », une personnalité juridique pouvant pratiquer le culte publiquement. Ils affirment leur attachement à la Confession helvétique postérieure, rédigée en 1562 par le réformateur Heinrich Bullinger, successeur de Ulrich Zwingli à Zurich. Elle est membre des Églises réformées, issue des positions théologiques de Jean Calvin (francophone) et Ulrich Zwingli (germanophone),.
Le 29 septembre 1785, l'administration impériale met en vente douze églises désacralisées. La Communauté achète alors aux enchères l'ancienne basilique de San Silvestro pour la somme de 2120 florins, récoltés grâce à une collecte. Le premier office est célébré le 22 octobre 1786. L’Église catholique exprime sa forte opposition au transfert de la chapelle aux protestants, mais la vente est ratifiée par le Gouvernement, à condition que la porte principale (ouest) soit murée et que les heures de célébration ne coïncident pas avec celles de l'église voisine de Santa Maria Maggiore. Depuis lors, l'entrée principale est celle du côté nord, sous le clocher-porche. L'église prend le nom du Christ Sauveur en 1786.
En 1927, la communauté suisse de Trieste rejoint la communauté vaudoise. La même année, l'architecte Ferdinando Forlati restaure l'extérieur de l'église, précédemment endommagé par un tremblement de terre, en supprimant les éléments architecturaux baroques, dont des voûtes d'arc outrepassées datée de 1672. En 1928, la basilique est déclarée monument national d'Italie. La basilique a été restaurée dans les années 1960, 1990 et en 2018

## Architecture

### Extérieur

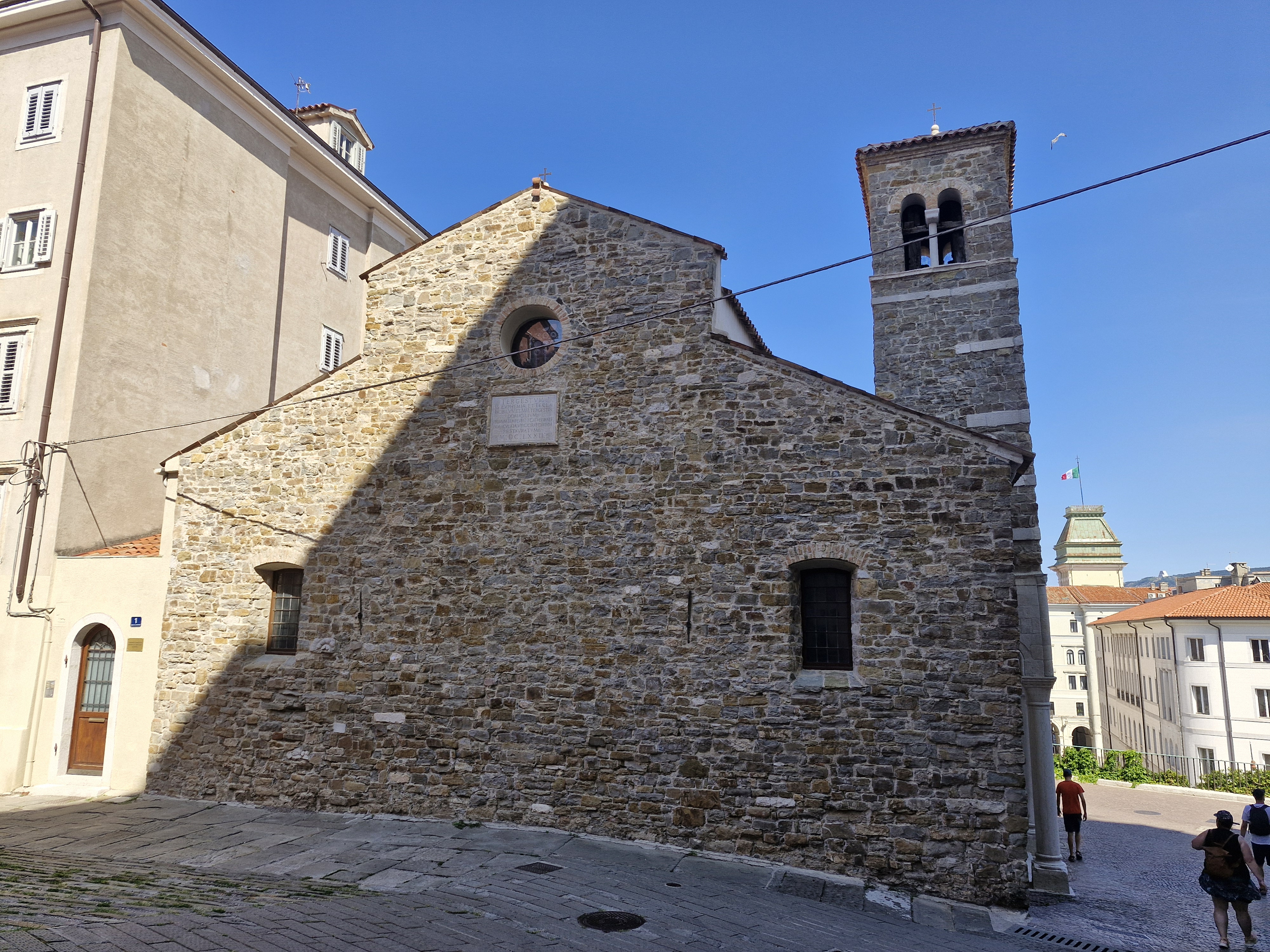
Arrière du temple (est). A droite, drapeau italien sur l'hôtel de ville de Trieste, sur la piazza Unità d'Italia.

L'extérieur de la basilique est de style roman, avec des fenêtres latérales. Sur le côté ouest se trouve un clocher-porche qui pourrait être une ancienne tour médiévale faisant partie des fortifications de la colline de San Giusto. Les deux cloches sont un cadeau de deux membres de la famille suisse des Griots de Trieste, tous deux nommés Filippo. L'une date 1817, l'autre de 1886.

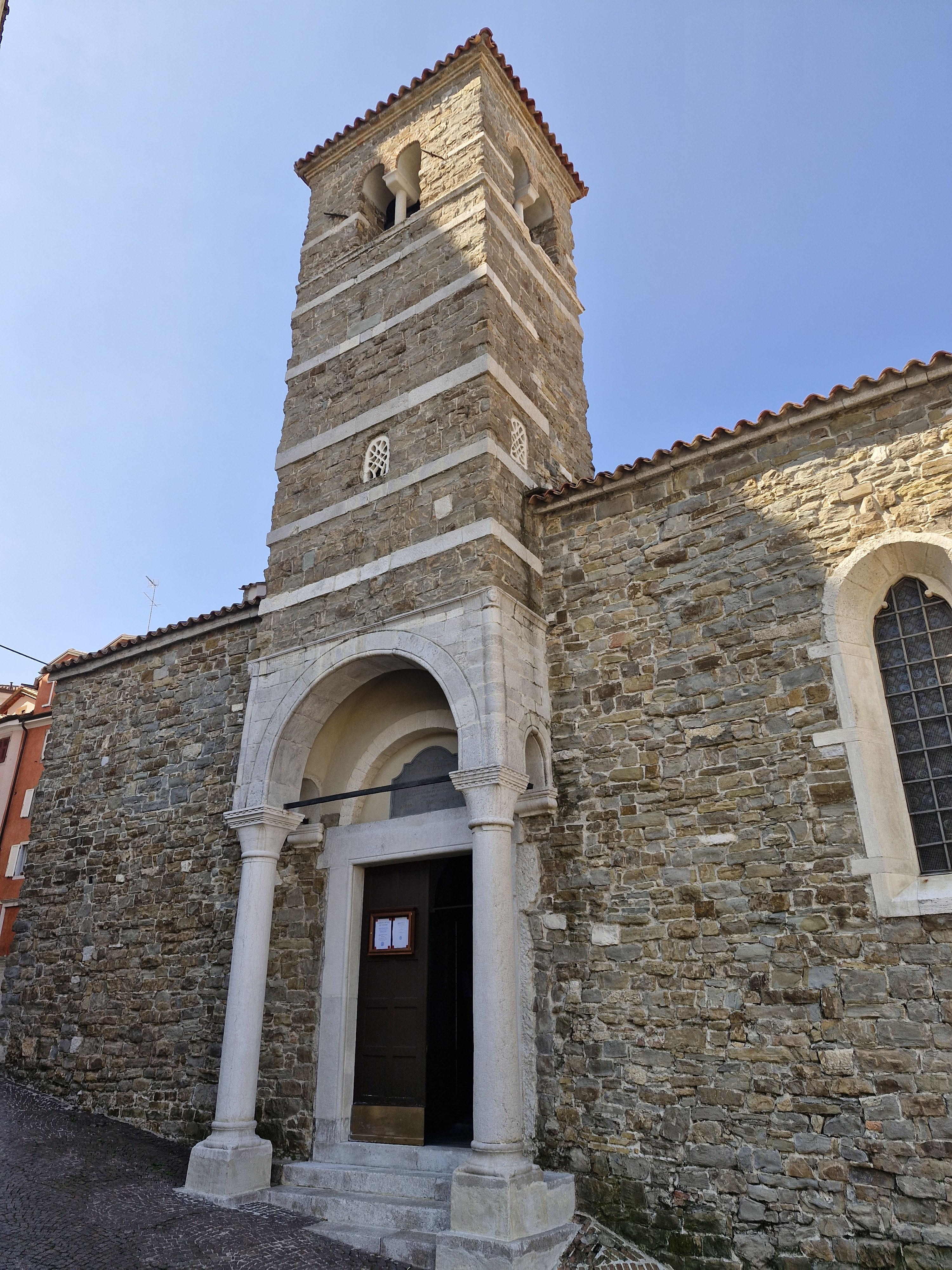
Porte-clocher (nord).
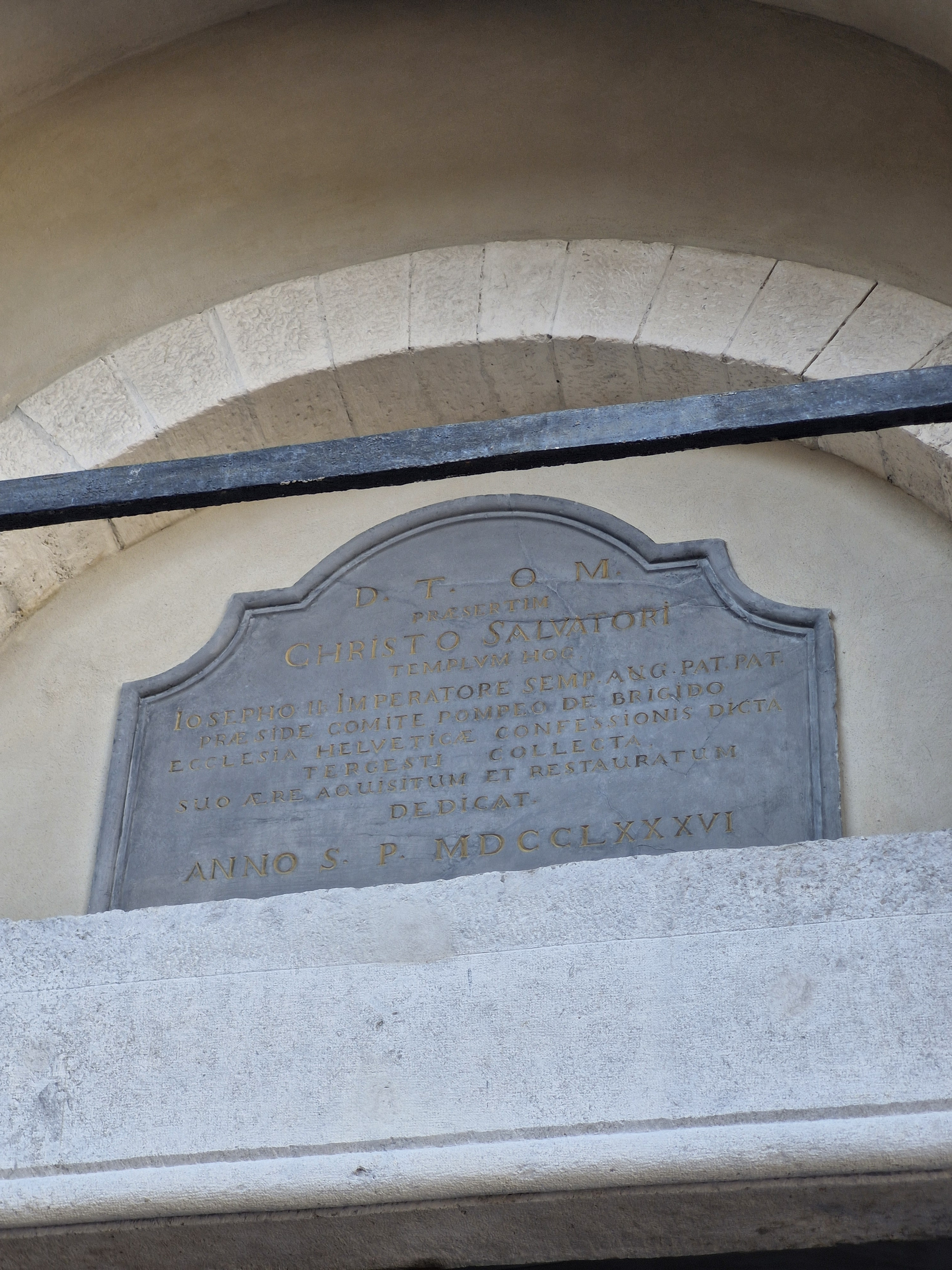
Plaque commémorative.
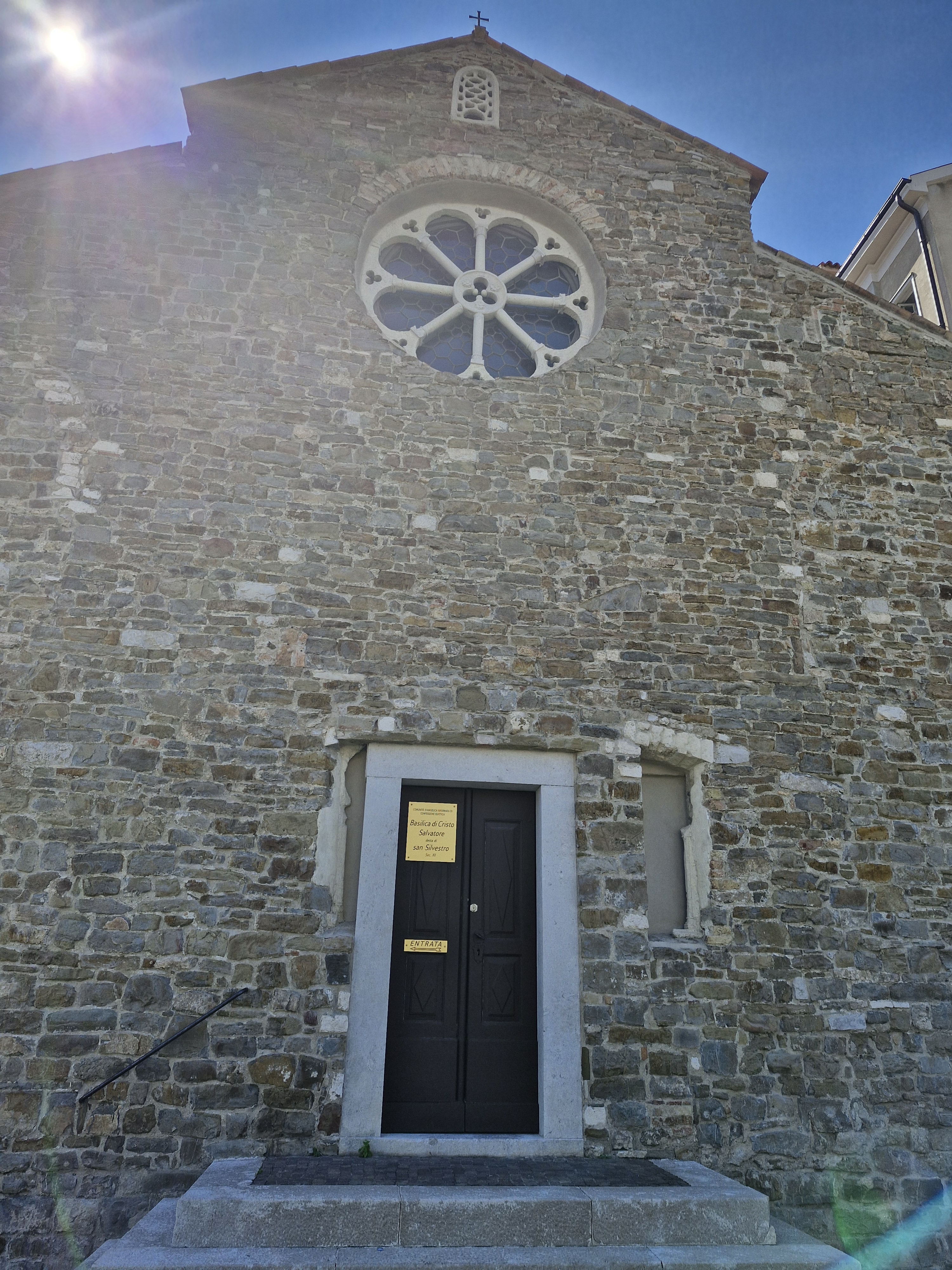
Porte murée (ouest).

### Intérieur

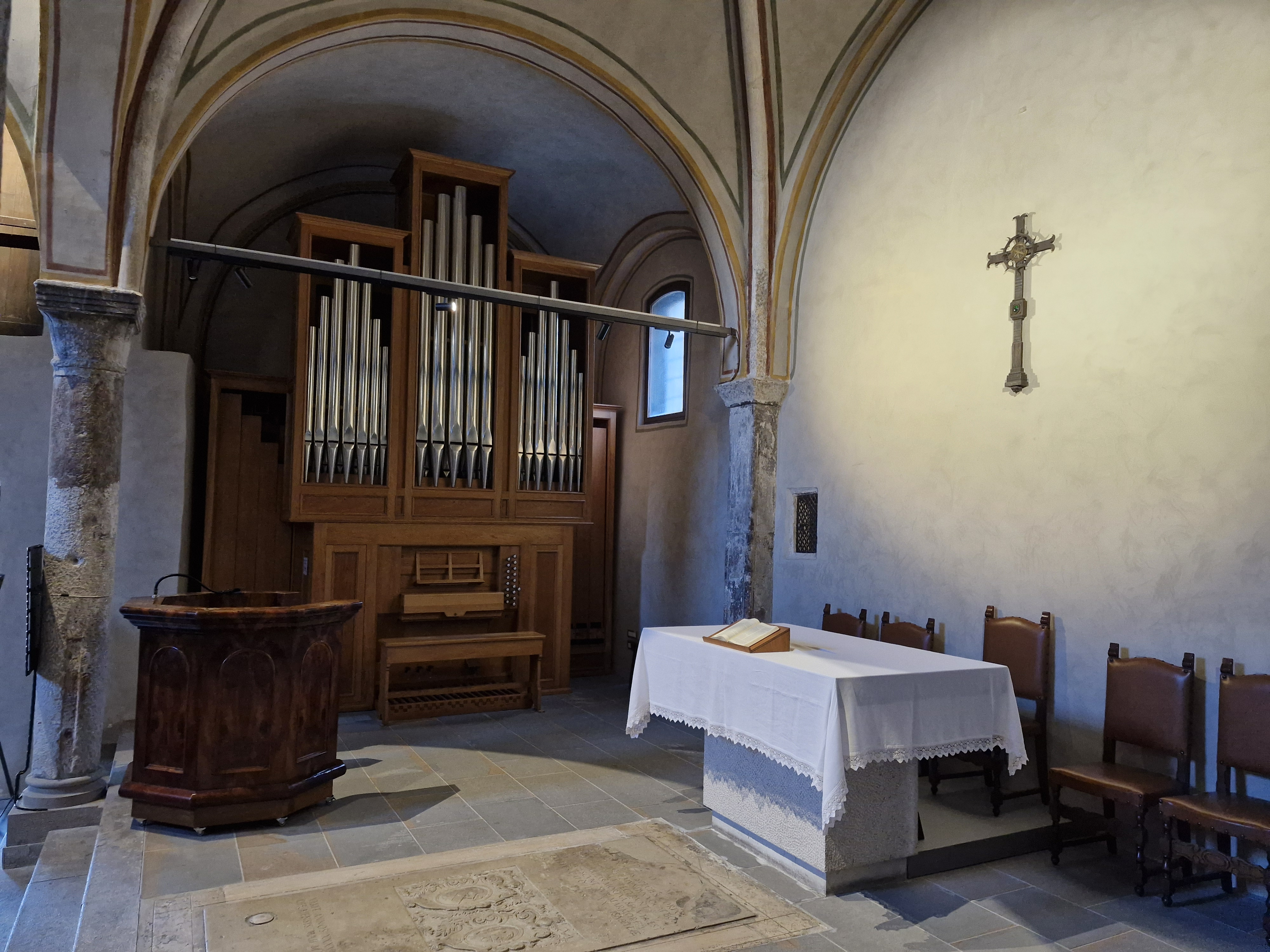
Orgue et table de communion avec Bible.

L'édifice est de type église-halle, sans absides et avec trois nefs séparées par une colonnade, tandis que le toit est constitué d'une charpente. Les chapiteaux datent du XIVe siècle. Trois marches séparent la nef de l'autel, où se trouvent une table de communion en marbre et un crucifix en fer forgé du XVIIIe siècle ainsi qu'un bénitier moderne faisant office de baptistère. Une plaque funéraire au sol avec le symbole héraldique de Colò datant de 1585 se trouve devant la table. Un autre tombeau de 1616 est situé dans la nef de gauche.

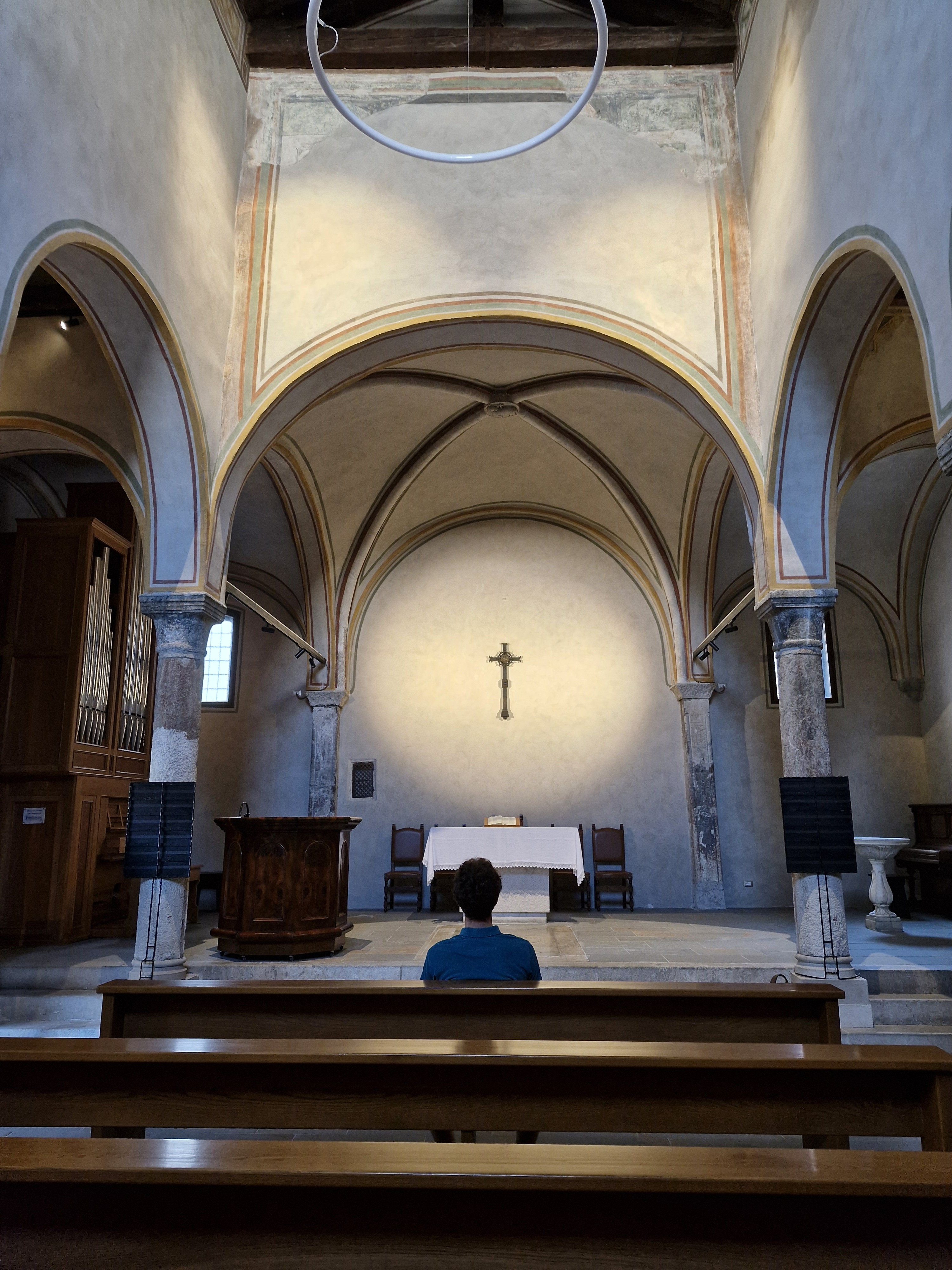
Nef.
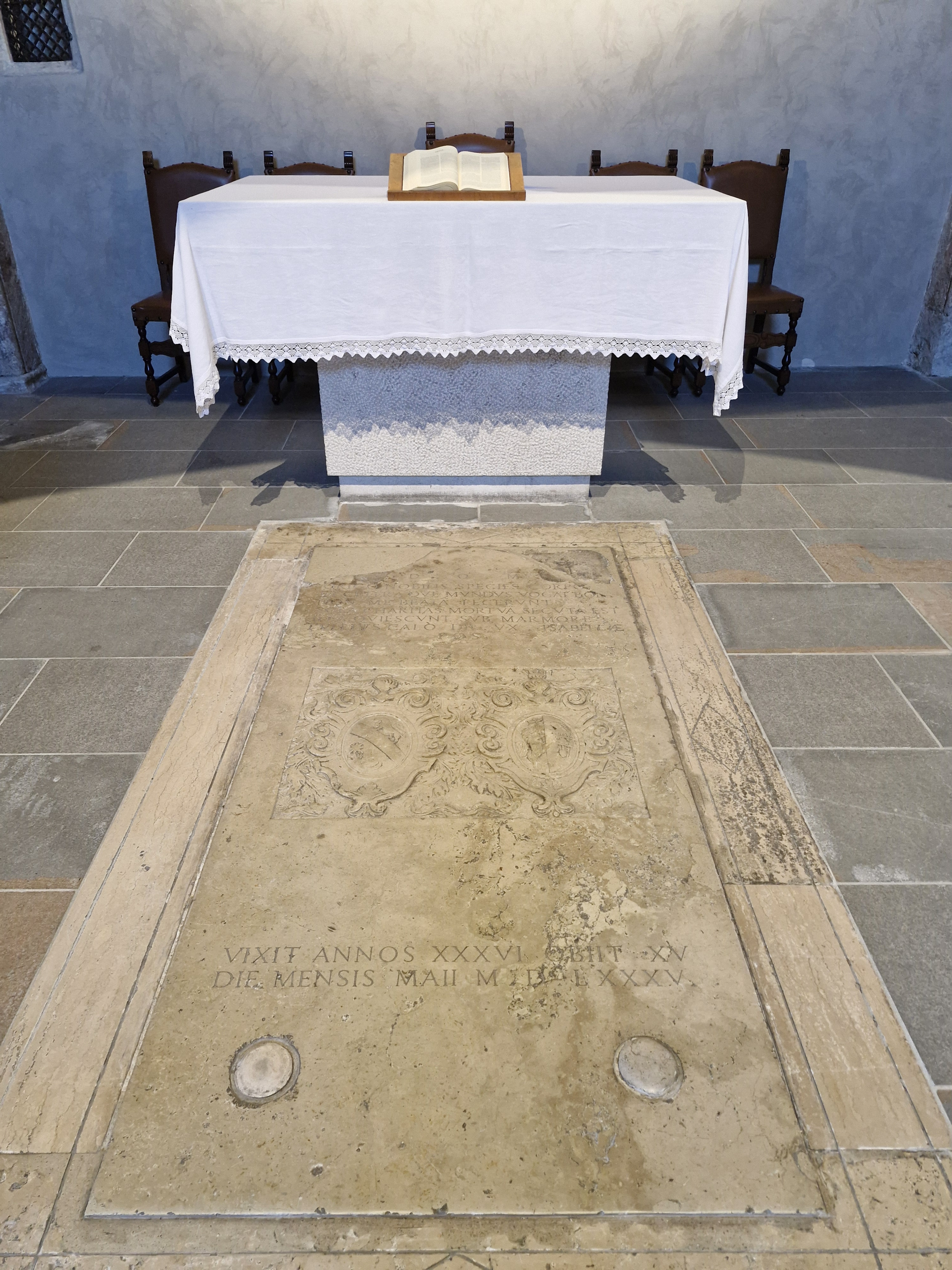
Table de communion et tombe.
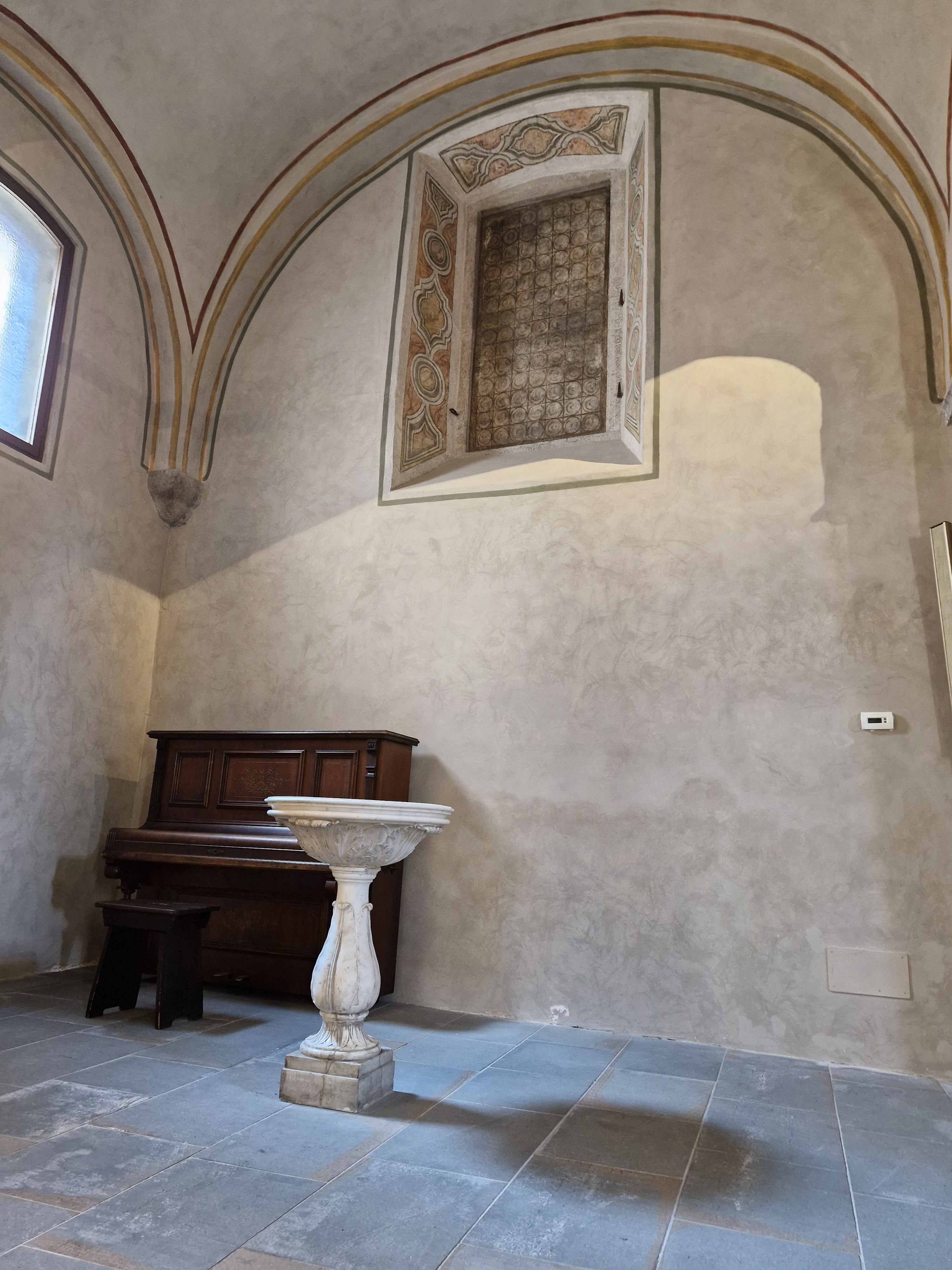
Baptistère.

### Fresques

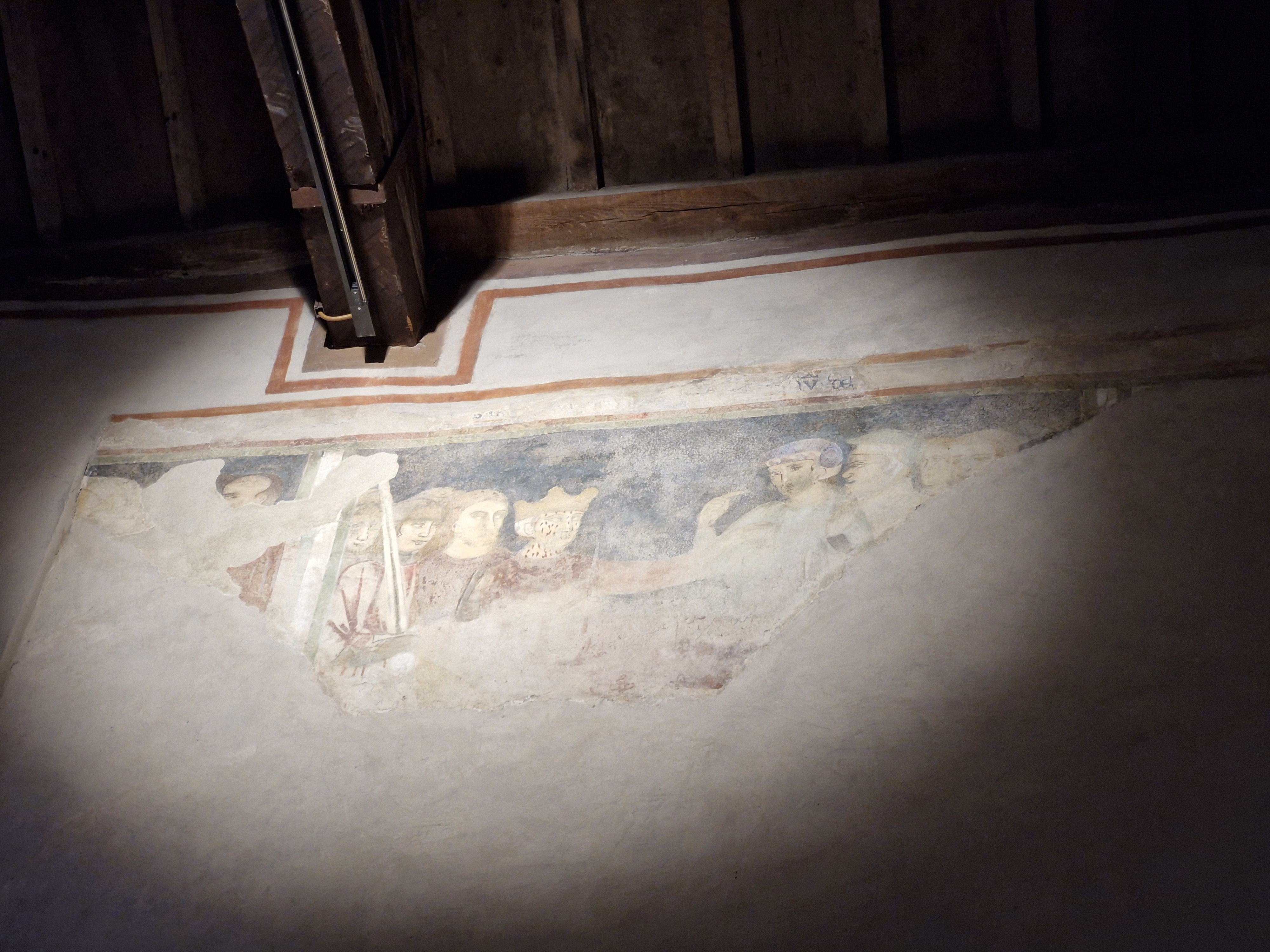
Fresque avec l'empereur Constantin malade.

Lors des travaux de restauration de la basilique en 1927-1928, des traces de fresques apparaissent dans la partie supérieure du mur droit - ces fragments sont restaurés en 2002. Ils devaient faire partie d'un cycle décoratif dédié au pape Silvestre Ier et à l'empereur Constantin Ier, datant de la première moitié du XIIIe siècle et basé sur La Légende dorée de Jacques de Voragine. Dans le premier fragment du mur de droite, l'empereur Constantin, frappé par la lèpre, le visage taché de rouge et entouré de courtisans et de soldats, ordonne un « massacre des innocents » pour obtenir la guérison en se plongeant dans le sang des enfants ; devant lui, un haut dignitaire coiffé désigne le bourreau. Le deuxième fragment, une figure auréolée d'or identifiable comme l'apôtre Paul de Tarse, fait probablement partie de la scène dans laquelle les apôtres Pierre et Paul apparaissent en rêve à Constantin, l'exhortant à se tourner vers le l'évêque de Rome Sylvestre, connu pour ses dons thaumaturgiques. Les scènes manquantes ont dû illustrer les autres épisodes du récit, dont le baptême et la guérison de Constantin par le pape, quelques miracles et, peut-être les scènes politiques relatives à la donation de Constantin, un faux document sur lequel s'appuie l’Église catholique pour légitimer son pouvoir temporel sur l'Occident. Le thème des fresques est ainsi cohérent avec le choix fait par l'évêque de Trieste à la fin du XIIe siècle de se ranger du côté de la papauté plutôt que de l'empire (conflit des guelfes et gibelins). D'autres fragments, sur l'arc et sur le mur de la nef droite, sont difficiles à interpréter. Quelques sinopias, dessins préparatoires en terre rouge, sont visibles sur la colonne de droite au fond de l'église.